# Normativa elettrica
La normativa elettrica indica l'insieme delle regole che disciplinano il settore dell'impiantistica elettrica.

## Descrizione
Le norme perseguono la razionalizzazione, assicurano la qualità e contribuiscono alla sicurezza del lavoro, normando le attività del settore sia a livello nazionale che internazionale, ove previsto.
Possono essere stabilite per legge, sotto forma di norma giuridica o di norma tecnica; l'applicazione è generalmente obbligatoria, e non ammette deroghe dalle parti interessate. Le norme giuridiche potrebbero indicare, ad esempio, il modo principale per adempiere ai requisiti di sicurezza, mentre quelle tecniche i criteri cui attenersi nella realizzazione di impianti ed i materiali da utilizzare.

## Settori di applicazione

### Impianti in bassissima tensione e segnali
Funzionamento e sicurezza di impianti che operano con tensioni molto basse, al di sotto di 50 Volt, come ad esempio impianti citofonici, telefonici, informatici, antifurto e di antenna televisiva.

### Impianti a bassa tensione
Sono gli impianti con tensione elettrica fino a 1000 Volt in corrente alternata e 1500 Volt in corrente continua, e comprendono la maggior parte degli impianti privati, sia civili che industriali.

### Impianti a tensione media e alta
Questi impianti, con tensioni superiori ai 1000 Volt in corrente alternata, sono prevalentemente in uso da parte delle società di produzione e distribuzione di energia elettrica. La distinzione fra media ed alta è puramente di uso tecnico, generalmente con media tensione si intende un valore di tensione compreso fra i 1000 Volt e i 30.000 Volt.

### Sicurezza delle macchine industriali
Definizione delle forme minime di sicurezza su macchinari elettrici al fine di prevenire gli incidenti sul lavoro come ad esempio interruttori di sicurezza ed emergenza, protezioni contro l'accesso.

### Compatibilità elettromagnetica
Limitazione delle emissioni massime di disturbi elettromagnetici da parte di dispositivi elettrici ed elettronici e minima suscettibilità di questi da parte dei disturbi presenti nell'ambiente. Nell'Unione europea la direttiva compatibilità elettromagnetica obbliga i fabbricanti ad applicare le migliori tecniche progettuali e a dimostrarne l'efficacia attraverso prove di tipo (ovvero su diversi esemplari prima della immissione in commercio) e periodiche (in diversi casi applicabili anche a dispositivi in esercizio, durante la loro vita). La conformità a questo aspetto è parte integrante del processo di qualificazione del prodotto, concluso con la marcatura CE. In passato è stata alquanto diffusa la convinzione errata che il simbolo "CE" avesse il significato di "compatibilità elettromagnetica" (che invece viene chiamata EMC), a causa della coincidenza dell'acronimo.
Va infine ricordato che i criteri di compatibilità sono definiti in base alla destinazione d'uso del dispositivo elettrico e possono essere più o meno stringenti: ad esempio, i dispositivi medici devono rispettare criteri di suscettibilità molto più elevati di quelli applicabili ad un comune elettrodomestico.

### Protezione da fulminazione
Protezione di persone e beni dai fulmini, progettazione degli impianti parafulmine e coordinamento con gli altri impianti elettrici

## Nel mondo

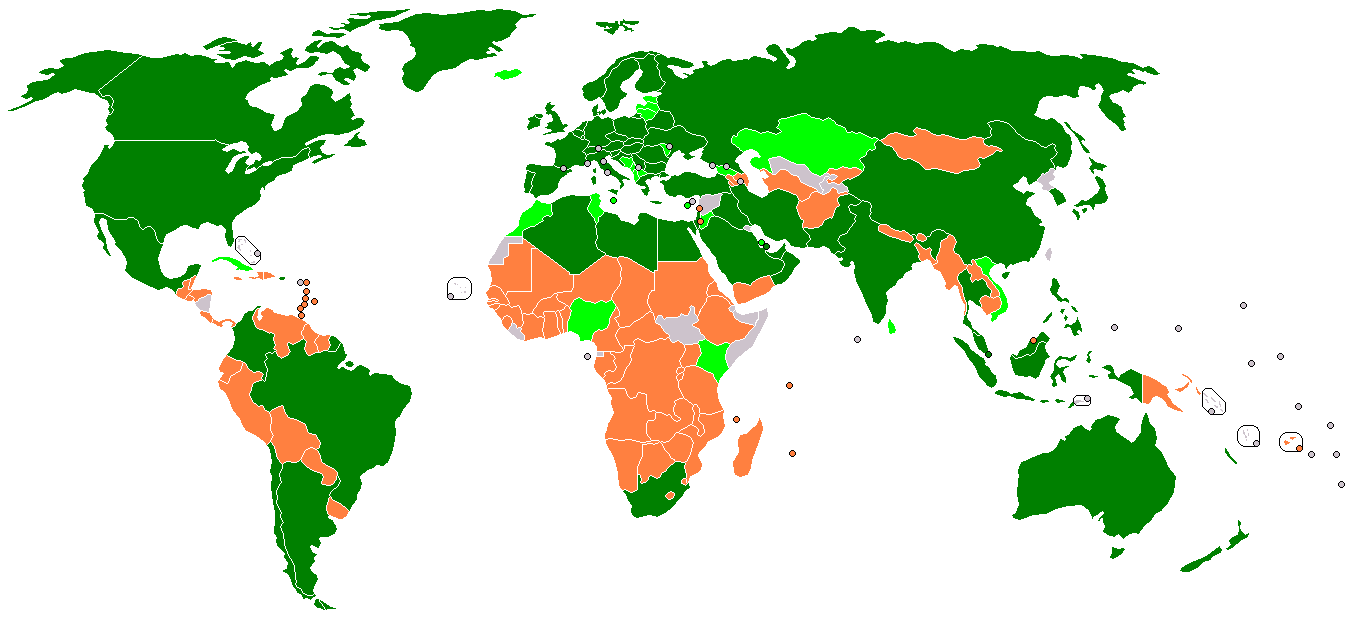
verde scuro - full members / verde chiaro - associate members / arancione - affiliates

All'elaborazione di norme aventi validità internazionale contribuiscono prevalentemente due organizzazioni principali:
- Organizzazione internazionale per la normazione (International Organization for Standardization): è un'associazione mondiale e indipendente, è composto dai membri degli organismi nazionali di normalizzazione ufficiali complessivamente di 162 Paesi del mondo. La sede principale è a Ginevra. L'ISO elabora l'intero spettro delle norme tecniche, ad eccezione del settore dell'elettrotecnica, che rientra nelle competenze dell'IEC. Questa organizzazione è stata fondata il 23 febbraio 1947.
- Commissione elettrotecnica internazionale: (International Electrotechnical Commission): Si tratta di un'associazione analoga all'ISO e molti delle sue norme sono definite in collaborazione con essa. L'IEC è un'organizzazione internazionale per la definizione di norme in materia di elettricità, elettronica e tecnologie correlate. Conta oltre 60 comitati elettrotecnici di altrettante nazioni. La sua sede principale si trova a Ginevra, in Svizzera. È stata fondata nel 1906.

in rosso: stati membri del CENELEC in arancione i membri affiliati

### Italia
In Italia le norme tecniche che definiscono la modalità di costruzione e installazione dei componenti elettrici sono redatte dal Comitato Elettrotecnico Italiano (CEI) fondata nel 1909. A queste si è affiancata una produzione legislativa solo però a partire dal secondo dopoguerra.

### Svizzera
L'associazione svizzera di normazione (Schweizer Normenvereinigung, SNV) è l'organizzazione di normazione nazionale della Svizzera e gestisce circa 12.000 documenti, che definisce gli standard in Svizzera.

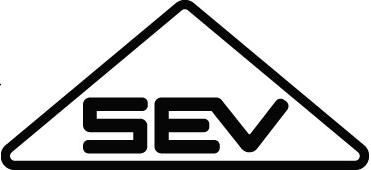
Il logo di conformità della SEV

L'"Electrosuisse SEV", nata a Berna nel 1889 da associazione privatistica, è un organismo pubblico federale con sede a Zurigo che dispone regole tecniche.

### Unione Europea
Nell'Unione europea, le attività di normalizzazione a livello europeo sono svolte da tre organizzazioni normative:
- Comitato europeo di normazione (CEN): ha lo scopo di armonizzare e produrre norme tecniche (EN) in tutti i campi ad eccezione di quello elettrotecnico e delle telecomunicazioni. Il CEN, fondato nel 1961, lavora in accordo alle politiche dell'Unione europea e dell'EFTA (Associazione europea di libero scambio). Il CEN ha sede a Bruxelles in Belgio ed è stato fondato il 30 ottobre 1975.
- Comitato europeo di normazione elettrotecnica (CENELEC): responsabile della normalizzazione europea nell'area dell'ingegneria elettrica. Beneficia della collaborazione di specialisti provenienti dai principali stati europei. Il comitato ha sede a Bruxelles in Belgio ed è stato fondato nel 1973; prima di allora, due organizzazioni erano responsabili della normalizzazione elettrotecnica: il CENELCOM e il CENEL.
- European Telecommunications Standards Institute (ETSI): emana standard nel campo delle telecomunicazioni in Europa validi su scala globale. Ad ottobre 2005 contava 688 membri (tra produttori, gestori di reti di telecomunicazioni, amministrazioni pubbliche, enti di ricerca ed utilizzatori) distribuiti in 55 paesi sia europei che extra-europei. Istituito nel 1988 dalla Conferenza Europea per le Poste e Telecomunicazioni (CEPT), l'ETSI ha sede a Sophia-Antipolis, in Francia.